# کهورین
کهورین نام یکی از روستا های قدیمی استان آذربایجان شرقی است که در دهستان کاغذکنان شمالی بخش کاغذکنان شهرستان میانه واقع شده‌است. کهورین از دو واژه ی که و ورين تشکیل شده است که که بِه معناي کوه و ورین به معنای سرزمين, منطقه و دامنه میباشد، بطور كلي بِه معناي سرزميني كه ميان كوه یا در دامنه ی کوه واقع شده است میباشد. طبق سرشماری سال ۱۳۸۵ جمعیت این روستا بالغ بر ۵۳ نفر و شامل ۲۵ خانوار اعلام شده است. با توجه به اسناد باقی مانده و برگه های درخواست از مراکز ذی صلاح دولت وقت که در سازمان اسناد تاریخی نگهداری میشود، برای آبادانی روستا تلاش بسیار شده است البته با پیگیری اهالی و با ارسال مکتوبات اطلاعات بیشتری از روستا ثبت شد.
واژه سناسی: در پارسی پهلوی و اوستایی کهور به معنای درخت کهور نیز میباشد و ین به معنای سرزمین و منطقه که به طور کل به معنای منطقه یا سرزمین درختان کهور هم میتوان آن را معنا کرد. البته با توجه به اکوسیستم منطقه از لحاظ معنایی گزینه ی اول صحیح تر میباشد یعنی روستا یا منطقه ای که در دامنه ی کوه قرار دارد. در مورد قدمت روستا اطلاعات دقیقی موجود نیست اما با توجه به نام روستا و ریشه ی نام آن میتوان به قدمت حداقل پیش از اسلام اشاره نمود. با توجه به ریشه ی پارسی نام روستا و همینطور واقع شدن در منطقه ی کاغذ کنان میتوان به اهمیت این روستا پی برد. قرار داشتن در میان مسیر های شاه راه قدیمی که امکان داد و ستد را فراهم می نموده نشان از اهمیت روستا در زمان های قدیم میباشد. با توجه به موقعیت جغرافیایی روستا، منطقه از لحاظ تاریخی بسیار غنی بوده و دستخوش تغییرات بسیاری بوده اما نکته ای که حائز اهمیت میباشد حفظ نام اصیل این روستا پس از وقایع تاریخی نشان از اصالت و بکر بودن فرهنگ روستا دارد.
امروزه روستای کهورین از امکاناتی نظیر برق، گاز، و همچنین آب برخوردار است و با توجه به تغییرات چند سال اخیر، بافت روستا از حالت سنتی به امروزی تغییر نموده. همچنین با توجه به اسفالت بودن جاده ی روستا، امکان دسترسی آسان به جاده ی سرچم-اردبیل فراهم میباشد.